# Fabien Biancalani

Fabien Biancalani (23 de março de 1981, Villerupt) é um cantor e ator francês de origem Italianos por parte do pai.

## Carreira

### Discografia
Álbuns de estúdio
- 2010: Silence of diamond
- 2010: Suffering
- 2012: Instant Nostalgique[1]
- 2017: Instant Nostalgique distribuído pela Sony Music

### Singles
- 2009 : Un jour ou l'autre
- 2009 : Pardonnes-moi mes erreurs
- 2011 : Reprendre mon chemin
- 2011 : L'Ultime Espoir
- 2011 : Te Amo
- 2011 : The Day Seen Of The Night (film Uncertain Thunder)
- 2012 : Loin de tout
- 2013 : Tentation ( Parental Advisory )
- 2013 : Reviens mon amour[2]

### Featuring
- 2013 : Tentation Feat Don Adrien ( Parental Advisory  )[3]

### Filmografia
- 2002 : Petites misères com Marie Trintignant de Philippe Boon[4]
- 2010 : Probabilmente
- 2011 : Plus jamais de Julien Becconti